# ایزومنو
ایزومنو (به صربی: Izumno) یک منطقهٔ مسکونی در صربستان است که در ناحیه پچینیا واقع شده‌است. ایزومنو ۳۵۷ نفر جمعیت دارد.